# Sacrário Militar de Redipuglia
O Sacrário Militar de Redipuglia é um cemitério militar italiano localizado no município de Fogliano Redipuglia na província de Gorizia, nordeste da Itália a poucos quilômetros da fronteira com a Eslovênia.
Este é o maior cemitério militar italiano, realizado a partir do projeto do escultor Giannino Castiglioni e doarquiteto Giovanni Greppi. Foi inaugurado em 1938 para abrigar os corpos de 100 mil caídos italianos durante a Primeira Guerra Mundial.
O sacrário estrutura numa esplanada inicial, onde está a tumba do príncipe Emanuel Filiberto, segundo Duque de Aosta, comandante da terceira armada. Ao seu lado, estão as tumbas de seus generais. 
Posteriormente, erguem-se 22 grandes degraus (patamares) que contêm os restos mortais dos caídos cuja identidade se conhece, trazendo o apelido de família, o prenome e a divisão militar a que pertenciam. No último patamar em duas grandes tumbas comuns aos lados de uma capela repousam cerca de sessenta mil caídos cuja identidade se ignora.
Na capela e em duas salas adjacentes são guardados objetos pessoais de soldados italianos e austro-húngaros.